# José Gregorio Valera
José Gregorio Valera foi um político, militar e general venezuelano. Durante 30 de novembro de 1878 a fevereiro de 1879, ocupou o cargo de presidente da Venezuela, substituindo seu principal rival Francisco Linares Alcántara e antecedendo Antonio Guzmán Blanco. Pouco se sabe sobre sua vida antes de ingressar à presidência de seu país, mas há informações que confirmam sua participação na Revolução Reivindicadora, durante seu governo.